# Alfonsa Clerici
Alfonsa Clerici, S.P.S. (14. února 1860, Lainate – 14. ledna 1930, Vercelli) byla italská římskokatolická řeholnice, členka kongregace Sester vzácné krve. Katolická církev ji uctívá jako blahoslavenou.

## Život
Narodila se dne 14. února 1860 v obci Lainate poblíž Milána jako nejstarší z deseti dětí Angelovi Clericimu a Marii Clerici, roz. Romanò. Čtyři její sourozenci zemřeli v dětství, dva z jejích bratrů se později stali členy řeholního řádu Barnabitů a jedna z jejích sester se také stala řeholnicí stejné kongregace jako ona. Pokřtěna byla 15. února téhož roku v místním kostele. Dne 6. října 1868 jí milánský arcibiskup Luigi Nazari di Calabiana udělil svátost biřmování. Později také přijala první svaté přijímání.
Roku 1875 započala své studium v Monze a roku 1879 zde promovala, načež čtyři roky vyučovala na škole v Lainate. Toužila se stát řeholnicí, avšak své plány dočasně odložila, aby mohla finančně podpořit svoji rodinu.
Rozhodla se vstoupit do řeholní kongregace Sester vzácné krve a v srpnu roku 1884 v ní započala svůj noviciát a přijala řeholní hábit. Dne 7. září 1886 složila své první řeholní sliby. V letech 1887–1889 vyučovala na koleji v Monze a od roku 1898 zde byla ředitelkou školy, vedené její kongregací. Od roku 1911 vedla institut pro výchovu znevýhodněných dívek a dcer z chudých rodin ve Vercelli.
V noci z 12. na 13. ledna 1930 utrpěla při modlitbě krvácení do mozku. Zemřela dne 14. ledna 1930 ve 13:30 a po pohřbu 16. ledna byly její ostatky uloženy ve Vercelli. Dne 8. května 1965 byly její ostatky přeneseny a uloženy v Monze.

## Úcta
Její beatifikační proces započal dne 4. ledna 1974, čímž obdržela titul služebnice Boží. Dne 22. června 2004 ji papež sv. Jan Pavel II. podepsáním dekretu o jejích hrdinských ctnostech prohlásil za ctihodnou. Dne 1. července 2010 byl uznán zázrak na její přímluvu, potřebný pro její blahořečení.
Blahořečena pak byla dne 23. října 2010 v katedrále sv. Eusebia ve Vercelli. Obřadu předsedal jménem papeže Benedikta XVI. arcibiskup Angelo Amato.
Její památka je připomínána 14. ledna. Bývá zobrazována v řeholním oděvu.